# 팔금초등학교
팔금초등학교는 대한민국 전라남도 신안군에 있는 초등학교다.

## 학교 연혁
- 1937년 6월 24일 팔금공립보통학교 개교(위치: 신안군 팔금면 읍리 700, 교사 4,102m2, 교지 18,110m2)
- 1937년 6월 24일 팔금공립보통학교 설립(인가 개교)
- 1937년 6월 24일 초대교장: 이회 부임
- 1938년 4월 1일 팔금공립심상소학교 개칭
- 1941년 4월 1일 팔금공립국민학교 개칭
- 1951년 4월 1일 팔금국민학교 개칭
- 1967년 4월 1일 도서벽지학교 도서 '을'급 지정
- 1968년 4월 23일 팔금국민학교 매도분실 개설 및 도서벽지 학교 도서 '을'급 지정
- 1969년 9월 2일 매도분실 폐실
- 1969년 9월 3일 팔금국민학교 매도분교 개교
- 1970년 7월 1일 매도분교 도서벽지학교 도서 '을'급 지정
- 1981년 3월 1일 팔금국민학교 병설유치원 개원
- 1986년 1월 1일 팔금국민학교, 매도분교 도서벽지학교 도서 '나'급 조정
- 1989년 9월 1일 팔금국민학교 도서벽지학교 도서 '다'급 조정
- 1996년 3월 1일 팔금초등학교 개칭
- 1998년 3월 1일 매도분교장 폐교 및 본교 통폐합
- 2012년 2월 17일 제70회 졸업(총수 : 5,745명)
- 2012년 3월 1일 제28대 문원길 교장선생님 부임
- 2013년 2월 15일 제71회 졸업(총수: 5,750명)
- 2015년 2월 16일 제73회 졸업(총수: 5,754명)
- 2021년 4월 13일 도서벽지학교 벽지 '라'급 지정